# Ilias Papatheodorou
Ilias Papatheodorou (Korydallos, Grecia, 20 de junio de 1975) es un entrenador griego de baloncesto. Actualmente dirige a la Selección de baloncesto de Suiza.

## Trayectoria como entrenador
Comenzó su carrera en los banquillos con tan solo 20 años, formando parte de la cantera del Athinaikos, en el que estuvo desde 1995 a 2001, dirigiendo a sus equipos cadetes, y juveniles. En 2001 se convirtió en el entrenador asistente del equipo sénior durante una temporada.
Durante dos temporadas fue entrenador del Larissaikos, de 2002 a 2004, y también fue primer entrenador del Markopoulo de 2004 a 2007.
En 2007, se convierte en entrenador del Nea Kifissia, con el que consiguió varios ascensos ligueros en las ligas inferiores griegas, y llevó al club a la máxima categoría griega, la A1 Ethniki, por primera vez en su historia, en 2013. 
En 2016, tras dejar el Nea Kifissia después de 9 temporadas, Papatheodorou fue nombrado entrenador del BC Astana de la liga kazaja NBL y VTB United League. Con Astana, ganó tanto el campeonato de la Liga de Kazajistán como el título de la Copa de Kazajistán. 
El 27 de mayo de 2017, Papatheodorou se convirtió en entrenador del PAOK BC de la A1 Ethniki, reemplazando a Soulis Markopoulos, en el que estuvo durante dos temporadas.
El 19 de junio de 2019, Ilias firma por el AEK de la A1 Ethniki para sustituir a Luca Banchi, al que dirigió durante dos temporadas.
En julio de 2021, firma por la Selección de baloncesto de Suiza.

## Internacional
En 2009, Dedas fue nombrado asistente de la selección absoluta de baloncesto de Eslovenia. Eslovenia ocupó el cuarto lugar en el FIBA Eurobasket 2009. En 2014, Dedas volvió a trabajar con la selección eslovena, nuevamente como entrenador asistente de Jure Zdovc. 

## Clubs como entrenador
- 2001–2002: Athinaikos A.C. (Asistente)
- 2002–2004: Larissaikos
- 2004–2007: Markopoulo
- 2007–2016: Nea Kifissia
- 2016-2017: Astana
- 2017-2019: PAOK BC
- 2019-2021: AEK

## Selecciones
- 2013–2018: Grecia Sub-18
- 2014–2018: Grecia Sub-19 y Sub-20
- 2021: Grecia (Asistente)
- 2021-Actualidad:  Selección de baloncesto de Suiza